# جوناثان شيل
جوناثان إدوارد شيل (بالإنجليزية: Jonathan Edward Schell)‏ (ولد 21 أغسطس 1943 - 25 مارس 2014) مؤلف أمريكي وزميل زائر في جامعة ييل، تناولت أعماله في المقام الأول الحملات ضد استعمال الأسلحة النووية.

## مسيرته المهنية
نشرت أعماله في مجلة ذا نيشن والنيويوركر وتوم إنغلهارد. حصل كتابه مصير الأرض على جائزة لوس أنجلوس تايمز للكتاب، من بين جوائز أخرى، ورُشح لجائزة بوليتزر وجائزة الكتاب الوطنية وجائزة النقاد الوطنية. قال: «لم تطلق أي دولة مطلقًا العنان للعنف بالكثير من المخاطرة على نفسها. إنه أسلوب الحكومة لشن الحرب دون دعم من شعبها، وتشعرنا بالخزي عند القتل من أجل قضية لم نعد على استعداد للموت من أجلها.»
عمل كاتبًا بين عامي 1967-1987 في فريق كتاب مجلة النيويوركر، إذ شغل منصب الكاتب الرئيسي لقسم الملاحظات والتعليقات في المجلة. كان كاتب عمود في صحيفة نيوزدي من عام 1990 وحتى 1996. درس في العديد من الجامعات، بما في ذلك جامعة برينستون وإيموري وجامعة نيويورك والمدرسة الجديدة وجامعة ويسليان وكلية ييل للقانون. عمل محاضرًا زائرًا في كلية ييل حتى وفاته.
كتب شيل في أول ثمانينيات القرن العشرين، سلسلة من المقالات في مجلة النيويوركر (نُشرت لاحقًا في عام 1982 تحت عنوان «مصير الأرض»)، والتي كانت مفيدة في رفع مستوى الوعي العام حول مخاطر سباق التسلح النووي. أصبح مدافعًا مستمرًا عن أهمية نزع السلاح والعيش في عالم خال من الأسلحة النووية.
عمل في عام 1987، زميلًا في معهد السياسة في كلية كينيدي بجامعة هارفارد للعلوم الحكومية، وفي عام 2002، زميلًا في مركز شورينشتاين التابع لمدرسة كينيدي في الصحافة والسياسة والسياسة العامة. كان في عام 2003، محاضرًا زائرًا في كلية الحقوق بجامعة ييل، زميلًا زائرًا متميزًا في عام 2005 في مركز ييل لدراسة العولمة.
كان كبير الزملاء من عام 1998 حتى وفاته في عام 2014، في معهد الأمة ومراسل السلام ونزع السلاح لمجلة ذا نيشن.
كان شيل في عامي 2002 و2003، منتقدًا دائمًا لغزو العراق. علق منذ ذلك الحين قائلًا: «لا يبدو أن هناك اندفاعًا للعثور على الأشخاص الذين كانوا على حق في العراق ونشرهم في وسائل الإعلام الرئيسية».
فاز بجائزة جورج بولك في عام 1976، بالإضافة إلى نشره مقالات عن رئاسة ريتشارد نيكسون، وكذلك في أعقاب فضيحة ووترغيت، والتي أدت إلى استقالة الرئيس في عام 1974، والتي شكلت الأساس لكتابه، زمن الوهم.

## نبذة شخصية
ولد شيل في مدينة نيويورك في 21 أغسطس 1943، والده المحامي أورفيل هيكوك شيل جونيور الذي ترأس هيومن رايتس ووتش، ووالدته مارغوري بيرثا. درس في مدرسة دالتون في نيويورك ومدرسة بوتني في فيرمونت، ودرس لاحقًا في جامعة هارفارد وتخرج منها عام 1965، وقدم بحثًا باسم تاريخ الشرق الأقصى. أمضى سنة في تعلم اللغة اليابانية في الجامعة المسيحية الدولية في طوكيو. كتب عن قرية بن سوس عندما توقف في فيتنام في عام 1966، في طريقه إلى الولايات المتحدة من طوكيو، بدأ هذا الكتاب في سلسلة من المقالات في مجلة النيويوركر. تمكن في الرابعة والعشرين من عمره من الحصول على جواز صحفي تابع لجريدة هارفارد كريمسون في مدينة هو تشي منه، وساعده مراسلوه في تغطية الحرب. كتب ما يلي مسلحًا بضمير أخلاقي: «وفاءً لتخطيط الاستهلال، ألقت طائرات سلاح الجو قنابلها على الأنقاض المهجورة، وحرقت مرة أخرى أساسات المنازل المحترقة وسحقت للمرة الثانية أكوام الأنقاض، على أمل الأنفاق المتساقطة عميقًا وإخفاء الجرافات المهشمة -كما لو أننا قررنا تدميرها، فقد صممنا الآن على إبادة أي إشارة تدل على أن قرية بن سوس كانت موجودة من قبل».

## وصلات خارجية
- جوناثان شيل على موقع IMDb (الإنجليزية)